# 이강주

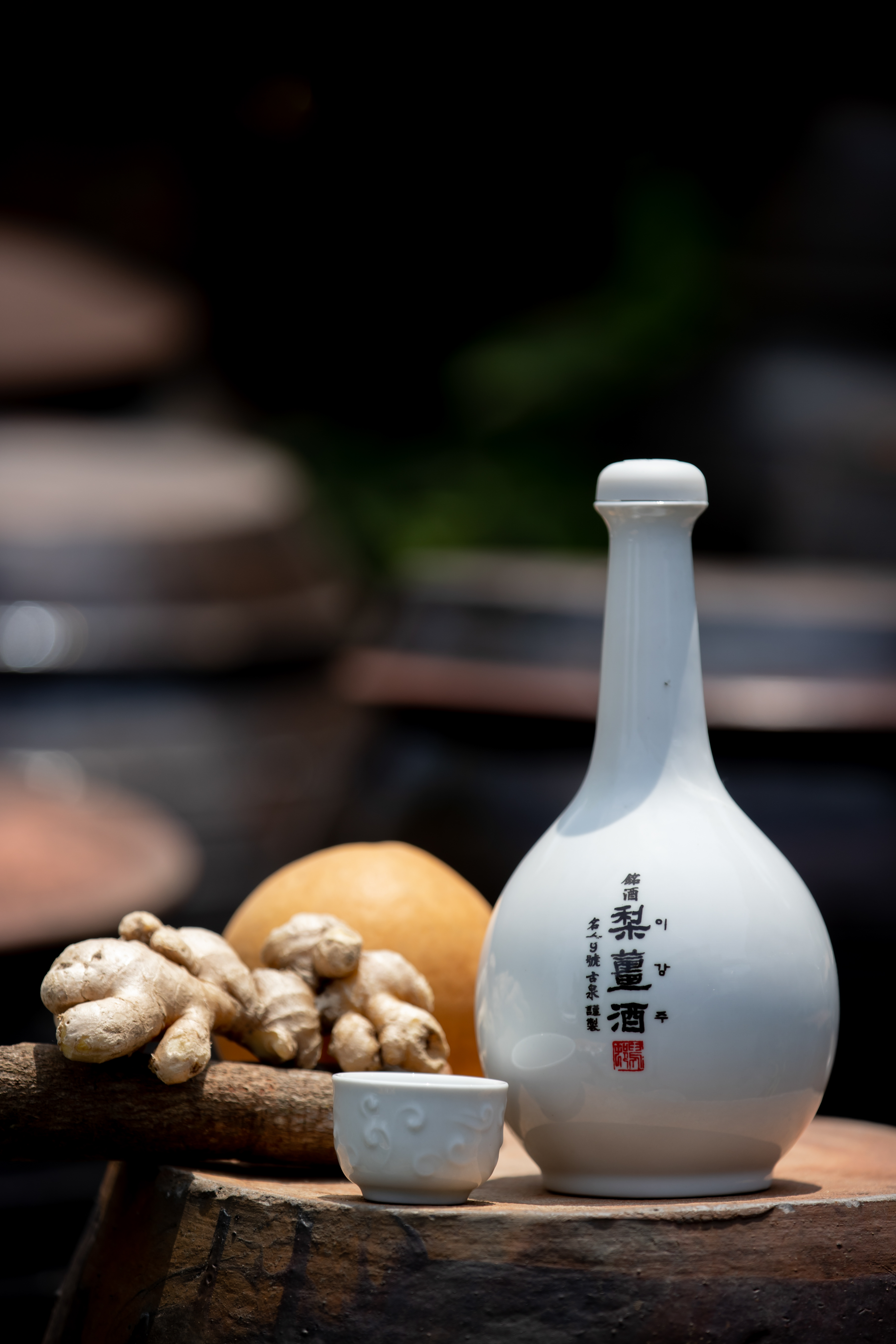
이강주

이강주(梨薑酒)는 조선시대 3대 명주의 하나로 전통소주에 배와 생강이 들어간다 해서 이강주라 불리게 되었으며 향토문화재 제 6호로 지정된 25도의 약소주이며 이강고(梨薑膏)라고 부르기도 한다.

## 연혁
'이강주'는 조선 중엽부터 전라도와 황해도에서 제조되었던, 조선시대 5대 명주의 하나로 손꼽히던 술로 《경도잡지》,《동국세시기》에서 그 기록을 찾을 수 있다. 선조 때부터 상류 사회에서 즐겨 마시던 고급 약소주인데 옛 문헌 곳곳에 자랑이 대단한 이 술은 토종 소주에 배와 생강이 들어감으로써 이강주라 이름지어 전해져 오고 있다. 호남의 술로서 이강주, 죽력고, 호산춘하면 조선 시대에 전국적으로 유명하였는데 특히 이강주는 고종 때 조미 수호 통상 조약 체결 당시 국가 대표 술로 동참하였다는 기록이 남아 있다.
종래의 토종 누룩을 만들어 백미를 원료로 해서 약주를 만든 후 이 술로 토종 소주를 내리고 여기에 배, 생강, 울금, 계피, 꿀을 넣어 장기간 후숙시켜 마신다. 울금이 왕실에 진상품으로 올리던 전주 지방에서 재배된 것도 이강주가 전주에서 빚어질 수 있었던 이유 중의 하나이다. 부담이 없는 명주로 중요 무형 문화재로 지정되어 있다.

## 재료
- 배 : 알카리성 식품으로 주성분은 탄수화물이고 당분(과당 및 자당)10~13%, 사과산, 주석산, 시트르산 등의 유기산, 비타민B와, 섬유소, 지방 등이 들어있다.
- 생강 : 고려 현종 9년에 생강을 재배하였다는 기록이 있으며 왕의 하사품으로 쓰일 만큼 귀한 약재였다.
- 울금 :  술과 함께 섞으면 누렇게 금처럼 되어 붙여진 이름이며 모양이 아술(莪蒁)과 비슷하고 말의 질병을 치료하므로 마술(馬蒁)이라 하기도 하였다.기록에 의하면 조선시대 울금의 재배지는 해주와 전주로 국한되었다.
- 계피 : 특이한 냄새가 나며 약간 점액성에 수렴성이며 맛은 맵고 달며 성질은 뜨겁다.
- 꿀

## 제조 과정

### 원료 준비
우선 햇밀을 거칠다 싶게 빻아 물로 고루 버무려 포로 덮은 후 곡자틀에 넣어 힘있게 밟아 단단하게형을 뜬다. 형을 뜬 곡지는 보습이 잘 되는 곳에 놓아 실온 25도정도에서 곡자의 최고 품온이 45도가 넘지 않게 손질한다. 약 10일정도 지나면 차차 품온이 내려가게 되는데 이때는 약 30도 실온에서 7일 정도 보관하고 건조한 곳에서 14일정도 보관한다. 이 과정이 끝난후 약 2개월 정도 저장하면 이강주에 쓸 수 있는 좋은 누룩이 만들어진다.

### 1차 담금
백미로 고슬고슬하게 밥을 지은 후 식힌다. 밥이 완전히 식으면 이 고두밥과 누룩을 섞어 술을 담근다.

### 술 내리기
1주일 된 술을 소주고리에 넣고 전통 방식으로 소주를 내린다. 담근술을 다시 솥에 넣고 불을 지피면서 냉각수를 교환해 준다. 찬기운과 만난 알코올증기가 액화되어, 소주고리에서 높은 도수의 소주가 떨어진다. 시간이 지날수록 알코올 도수가 낮아진다.

### 주원료의 침출, 숙성
약 35도로 내린 전통소주에 이강주의 주원료인 배, 생강, 울금, 계피를 넣고 3개월 이상 침출시킨다. 마지막으로 꿀을 가미한 후 숙성시킨다.

## 무형문화재
이강주는 황해도와 전라도에서 전승되어 오던 술로 현재는 전주에서 조정형씨가 전라북도 무형문화재 기능보유자로 지정되어 빚고 있다.

## 기타
- 이강주를 만든 조정형씨의 이야기를 다룬   KBS 1TV 인간극장 <그 집에는 술이 있다>[2]가 94년 방영되었는데 이희도가 조정형씨를 모티브로 삼았던 주인공 조정대 역을 맡았다[3].

## 참고자료
- 이강주 홈페이지